# 森丑之助
森丑之助（日语：／ Mori Ushinosuke，1877年1月16日—1926年7月4日），又常以森丙牛、森為筆名發表文章，是一位生於日本京都五條室町的博物學家，最高學歷為長崎商業學校肄業，18歲時以陸軍通譯身份到臺灣，進行調查研究工作將近三十年，直至1926年搭乘內臺航路輪船途中失蹤。其研究踏查範疇不僅止於臺灣原住民、民俗物件、考古的人類學調查，於植物的採集與研究也多有涉略，是日本時代初期的臺灣博物學家，也因為對於臺灣原住民研究的熱愛和貢獻，被譽為「臺灣蕃界調查第一人」。其所採集之標本，多藏於國立臺灣博物館。

## 生平
森丑之助早年就讀於長崎商業學校（今長崎市立長崎商業高等學校），16歲輟學離家，開始過著漂泊的生活。
1895年5月，以陸軍通譯身分前往臺灣，實地研究台灣原住民；多次走遍台灣全島，探訪當地部落，收集不少人類學、歷史學、民俗學、考古學、植物學、地理學資料並整理成書。有「臺灣蕃通」、「臺灣蕃社總頭目」的稱號。
1900年，森丑之助與鳥居龍藏在臺灣山地進行人類學調查時，臨時興起攀登新高山的念頭，在忍受兩天幾乎斷糧的危機後，一行人越過塔塔加鞍部，經前峰、西峰，於4月11日早上登上其主峰。同年十月，森氏經鳥居龍藏介紹，加入亞洲最早成立的人類學會東京人類學會成為會員。
1905年，總督府殖產局設立「有用植物調查科」，在臺灣總督府官員暨植物學者小西成章的引介之下，森氏受聘為囑託，擔任植物採集工作，並在私底下持續進行蕃族調查；1910 年川上瀧彌所著《臺灣植物目錄》即是有用植物調查成果。1908年，總督府殖產局博物館開館後，任命森氏為「歷史部」之一員，負責資料展陳與解說。
明治四十二年(1909)，臺灣總督府臨時舊慣調查會增設蕃族科，森氏受聘為三十位囑託之一。同一年，其妻森龍子生下長女森富美，然而遲至明治四十三年六月才與森龍子登記結婚。
1915年5月17日布農族拉荷·阿雷引發大分事件後，森丑之助倡議非鎮壓式的理蕃事業以及賦予原住民自治權的「蕃人樂園」，但未曾獲得官方認同。1923年9月1日，由於關東大地震影響，存放在東京（西麻布）家中的大量臺灣原住民相關資料和未出版的手稿毀於火災。
1926年7月，森氏自基隆港搭乘內臺航路輪船「笠戶丸」返日。行船途中，在7月4日失蹤，船上僅留有鞋子、手錶和雨傘等個人物品，並未留下遺書，享年49歲。直至二戰後的1947年，東京戶政單位受理森富美提出的失蹤通報，森氏戶籍欄最終註明為「昭和8年7月4日確認業已死亡」。

## 貢獻與評價
森氏對臺灣人類學與原住民族研究貢獻良多。森氏曾在〈臺灣蕃族の調查に就いて〉一文中，提到自己進行田野時必做的六項調查內容：
1. 體質人類學調查：使用體質測定表與人像攝影，以了解不同原住民族。森氏的體質測定表，是由日本東京人類學學會創始者之一、東京帝國大學教授坪井正五郎所提供，並寄至臺灣。坪井正五郎曾於1889-1992三年間留學英國，亦是鳥居龍藏的老師。[11]
2. 考古遺跡探查：進行原住民石器時代遺跡的發掘紀錄，亦是臺灣巨石文化的第一拍攝者。森氏在1911年《臺灣時報》發表的〈臺灣に於ける石器時代の遺跡に就て〉（上、中、下）中，便記載了169處石器時代遺跡，為臺灣考古人類學提供了基礎研究。
3. 神話傳說的採集與比較研究：陸續發表在《東京人類學會雜誌》、《臺灣時報》、《東洋時報》等報章期刊，以及專著《臺灣蕃族志》第一、二卷中。
4. 語言採集：已出版的相關專著有《ぱいわん蕃語集》、《阿眉蕃語集：アミス族》與《ぶぬん蕃語集》等。
5. 古謠、俗謠的採集。
6. 民族誌資料採集與研究：森氏採集與分析的內容，包含各部落社會組織、埋葬文化、懲罰慣例與經濟活動，以及原住民部落與日本政權、商社之間的互動與文化觀察等，內容散見各報章雜誌。

此外，1900-1901年森氏曾跟隨小西成章學習植物學知識與標本採集方法，並在1906-1909年擔任有用植物調查科囑託期間，協助大量採集高山植物標本。中文植物學名冠上「森氏」或拉丁文學名含「morii」者至少20種，例如森氏櫟（Cyclobalanopsis morii）、森氏當歸（Angelica morii Hayata）、森氏菊（Dendranthema morii）、森氏薊（Cirsium morii）、粗毛懸鉤子（Rubus morii Hayata）、玉山耳蕨（Polystichun morii Hayata）等。
森氏亦參與了臺灣地理研究重要發現：1908年11月，在八個不同部落的原住民嚮導協助下，由蕃務本署主任技師野呂寧、測量囑託志田梅太郎、蕃務囑託森丑之助，共同組成新高山山脈定位之探勘、測繪的「南中央山脈探險調查隊」，最終確認了新高山連峰並非中央山脈的附屬支脈「南中央山脈」，而是一個獨立的新高山(玉山)山脈。
在評價方面，宮本延人讚其「早期臺灣原住民研究的第一人」，鳥居龍藏亦認為森氏是「臺灣蕃界調查第一人」。
日本小說家暨詩人佐藤春夫，曾在其《殖民地之旅》〈霧社〉(1925)一文中提到：“其後，再經過三天左右，我到台北。成了《臺灣蕃族志》作者家裡的客人。這次旅行，我受到這個人的幫忙最多。旅行的日程也是他親手為我安排的。另外，把我介紹給S民政長官的，也是這位M氏（森丑之助）。他是一個隱姓埋名的好學之士，同時也是一個探險的實地踏查者，據說，對這個島上的蕃山踏查，沒有比他更深入的了，而且最令人吃驚與肅然起敬的，乃是他在踏查時，始終身不帶寸鐵。” 

## 著作典藏與出版
至2024年已知出版專著：
- 森丑之助／著。明治42年4月（1909）。《ぱいわん蕃語集》。臺北：臺灣總督府民政部警察本署蕃務課，計37頁。國立臺灣大學圖書館伊能文庫典藏。
- 森丑之助／著。明治42年4月（1909）。《阿眉蕃語集：アミス族》。臺北：臺灣總督府民政部警察本署蕃務課，計27頁。國立臺灣大學圖書館伊能文庫、日本山口県立山口図書館典藏。
- 森丑之助／著。明治43年（1910）。《ぶぬん蕃語集》。臺北：臺灣總督府蕃務本署發行。國立臺灣大學圖書館伊能文庫典藏。
- 森丑之助、中井宗三／合著。大正2年11月25日（1913）。《臺灣山岳景觀》。臺北：新高堂書店發行。國立臺灣歷史博物館線上全文典藏 （页面存档备份，存于）。
- 森丑之助／著。大正4年（1915）。《臺灣蕃族圖譜》第一卷。日本東京：博文館印刷所印刷，臨時臺灣舊慣調查會發行。國立臺灣歷史博物館線上全文典藏 （页面存档备份，存于）。
- 森丑之助／著。大正4年（1915）。《臺灣蕃族圖譜》第二卷。日本東京：博文館印刷所印刷，臨時臺灣舊慣調查會發行。國立臺灣歷史博物館線上全文典藏 （页面存档备份，存于）。
- 森丑之助／著。大正6年3月（1917）。《臺灣蕃族志》第一卷。臺北：臨時臺灣舊慣調查會發行。國立臺灣大學圖書館伊能文庫典藏。

未公開刊行之專著：
- 森丑之助／著。明治43年（1910）。《集集．拔仔庄間中央山脈橫斷探險報文》，內含《集馬線方面ノ林況及地質》、《大魯閣蕃ノ過去與現在》、《大魯閣蕃人ノ體質》、《大魯閣蕃語トルコ竝蕃語》。原稿裝訂本。國立臺灣圖書館典藏。
- 森丑之助／著。《大魯閣蕃語集》。明治43年（1910）呈交臺灣總督府蕃務本署。
- 森丑之助／著。《埔里社方面トルコ蕃語集》。明治43年（1910）呈交臺灣總督府蕃務本署。

其他待確定者：
- ブヌン族記事稿本
- 臺灣蕃人寫真帖

至2024年已知出版之報紙、期刊、雜誌、講稿：
- 《東京人類學會雜誌》（計24篇）

- 《臺灣日日新報》（計18篇）
- 《臺灣時報(日治時期)》（計34篇）
- 《實業之臺灣》（計7篇）
- 《東洋時報》（計6篇）
- 《臺灣農事報》（計4篇）
- 《臺灣博物學會會報》（計3篇）
- 《蕃界》（計3篇）
- 《臺灣教育》（計2篇）
- 《愛國婦人》（計1篇）
- 《日本百科大辭典》（計1篇）
- 《理蕃概要》（計1篇）
- 《新臺灣》（計1篇）

## 相關研究
- 楊南郡、宮岡真央子、宮崎聖子等人/著，《幻の人類学者:森丑之助:台湾原住民の研究に捧げた生涯》，東京：風響社，2005年。
- 國立臺灣博物館常設展覽〈發現臺灣：重訪臺灣博物學與博物學家的年代〉及其展覽專書[14]：該展覽討論當時稱為「臺灣總督府博物館」初創立的20世紀初，臺灣博物學與博物學家擅場的「發現年代」重新審視那些奠定今日臺博館收藏基礎、形塑臺博館風貌的博物學發現、發現者、與發現傳統。而森丑之助的故事及其蒐藏標本則於第一單元「發現之道」展現，勾勒出那一代博物學家強調親身實地踏查—即所謂「知識是人走出來的」之調查傳統。[15]
- 西元2023年出版的漫畫《月亮的名字》中的「林木之助」的原型就是森丑之助。

## 相關詞條
- 伊能嘉矩、金關丈夫、鳥居龍藏、鹿野忠雄、宮本延人、移川子之藏、馬淵東一、國分直一、淺井惠倫、千千岩助太郎

## 腳註
1. ↑  關於這一段紀錄，請參閱森丑之助箸《生蕃行腳：森丑之助的台灣探險》p.262~271，及鳥居龍藏箸《探險台灣:鳥居龍藏的台灣人類學之旅》p.315~318，p.333~336
2. ↑  . 日本維基百科 （日语）.
3. ↑  森丑之助／原著，楊南郡／譯註。. . 遠流. 2021: 608. ISBN 9-789-57329252-4.
4. ↑  蔡侑樺.  (PDF). 國立臺灣圖書館．臺灣人物誌.
5. ↑  許瓊丰. . 國立公共資訊圖書館.   [2024-11-01]. （原始内容存档于2025-01-19） （中文）.
6. ↑  范燕秋. . 《師大臺灣史學報》. 2012, (第5期): 3-39.
7. ↑  森丑之助／原著，楊南郡／譯註. . 臺灣: 遠流. 2021: 〈附錄二：森丑之助年譜〉，620–621. ISBN 9789573292524.
8. 1 2  笠原政治. . 科学研究費補助金基盤研究(C)(2)研究成果報告書, 課題番号12610307. 橫濱國立大學人間教育科学部. 2002.
9. ↑  森丑之助／原著，楊南郡／譯註. . 臺灣: 遠流. 2021: 〈附錄二：森丑之助年譜〉，637. ISBN 9789573292524.
10. ↑  丙牛生. . 臺灣時報. 大正元年（1912）2月28日, (第30號).
11. ↑  森丑之助／原著，楊南郡／譯註. . 臺灣: 遠流. 2021: 〈附錄二：森丑之助年譜〉，頁610、622. ISBN 9789573292524.
12. ↑  森丑之助／原著，楊南郡／譯註. . 臺灣: 遠流. 2021: 57–62. ISBN 9789573292524.
13. ↑  沼井鐵太郎／原著，吳永華／翻譯. . 晨星. 1997.
14. ↑  李, 子寧; 吳, 佰祿; 歐陽, 盛芝; 方, 建能; 許, 毓純; 李, 金賢; 陳, 英豪. . 台北市: 國立臺灣博物館. 2017. ISBN 9789860538304.
15. ↑  國立臺灣博物館. . 2023-03-29  [2023-03-29]. （原始内容存档于2020-08-13）.

## 外部連結
- 森丑之助簡介 （页面存档备份，存于）
- 首選珍藏 : 日治時期在台學者